# Giovanny Espinoza
Giovanny Patricio Espinoza Pabón (Ibarra, 12 aprile 1977) è un ex calciatore ecuadoriano, di ruolo difensore.